# Этуотер, Эдит
Эдит Этуотер (англ. Edith Atwater; 22 апреля 1911, Чикаго, Иллинойс — 14 марта 1986, Лос-Анджелес, Калифорния) — американская актриса театра, кино и телевидения.

## Биография
Эдит Этуотер родилась 22 апреля 1911 года в Чикаго (штат Иллинойс, США). С 1931 года начала играть на Бродвее, с 1936 года — в кинофильмах (если точнее, у неё было две роли в 1936 году, одна в 1945 году, семь ролей в 1948—1951 годах, и лишь с 1955 года она начала сниматься без заметных перерывов). Была членом ассоциации «Актёрская справедливость». Алекс Гард нарисовал карикатуру на актрису, которая украсила ресторан Sardi's в Нью-Йорке, ныне рисунок хранится в Нью-Йоркской публичной библиотеке.
Амплуа актрисы в театре — аккуратные, зрелые, хорошо воспитанные светские дамы. В кино и на телевидении Этуотер в основном играла матерей, медсестёр и секретарш. Попала в «Чёрный список Голливуда» (список Red Channels).
Эдит Этуотер скончалась 14 марта 1986 года в Седарс-Синайском медицинском центре (город Лос-Анджелес, штат Калифорния) от рака, не дожив месяца с небольшим до своего 75-го дня рождения.

### Личная жизнь
18 ноября 1941 года актриса вышла замуж за известного актёра Хью Марлоу (1911—1982). 16 сентября 1945 года последовал развод.
31 августа 1951 года актриса вышла замуж за малоизвестного актёра Джозефа Аллена (1918—1962). В 1953 году последовал развод.
10 марта 1962 года актриса вышла замуж за известного актёра Кента Смита (1907—1985). Брак продолжался более 23 лет до самой смерти мужа.
Ни от одного из мужей у актрисы детей не было, однако она стала мачехой Стейси Баум — дочери Кента Смита от первого брака.

## Бродвей
- 1931—1932 — Весна для Генри / Springtime for Henry — мисс Джонс
- 1933 — Весна для Генри / Springtime for Henry — миссис Джеллиуэлл
- 1934 — Ты в приличном виде? / Are You Decent — Антония Уэйн
- 1934 — Хрупкие небеса / Brittle Heaven — Хелен Хант
- 1935 — Этот наш дом / This Our House — Беатрис Сенси
- 1936—1937 — Деревенская жена[англ.] / The Country Wife — миссис Дейнти Фиджет
- 1937 — Маскарад королей[англ.] / The Masque of Kings — баронесса фон Нюштадт
- 1937—1938 — Сьюзан и Бог / Susan and God — Лионора Стаббс
- 1939—1941 — Человек, который пришёл на обед[англ.] / The Man Who Came to Dinner — Мэгги Катлер
- 1940—1941 — Отступление к удовольствию / Retreat to Pleasure — Нора Галлиган
- 1942 — Джонни на месте / Johnny on a Spot — Джули Глинн
- 1942 — Испорченное путешествие / Broken Journey — Кристина Ландерс
- 1942 — Р.У.Р. / R.U.R. — Хелина Глори
- 1945—1947 — О положении страны[англ.] / State of the Union — Мэри Мэттьюс
- 1947 — История гостиной / Parlor Story — Мэриан Бёрнетт
- 1947 — Джентльмен из Афин / The Gentleman From Athens — Ли Килпатрик
- 1949 — Метрополия / Metropole — мисс Харрингтон
- 1950—1951 — Король Лир / King Lear — Гонерил[англ.]
- 1951 — Флахули[англ.] / Flahooley — К. Т. Петтигрю

## Избранная фильмография

### Широкий экран
- 1936 — Великолепная инсинуация[англ.] / The Gorgeous Hussy — леди Вон (в титрах не указана)
- 1945 — Похититель тел / The Body Snatcher — Мег Кэмерон
- 1949 — Си-мен[англ.] / C-Man — Лидия Брандейдж
- 1951 — Тереза[англ.] / Teresa — миссис Лоренс
- 1957 — Сладкий запах успеха / Sweet Smell of Success — Мэри
- 1963 — Это случилось на Всемирной выставке / It Happened at the World's Fair — мисс Стьюбен
- 1964 — Смирительная рубашка / Strait-Jacket — миссис Элисон Филдс
- 1965 — Странные супруги[англ.] / Strange Bedfellows — миссис Стивенс
- 1969 — Папочка отправляется на охоту / Daddy's Gone A-Hunting — медсестра (в титрах не указана)
- 1969 — Настоящее мужество / True Grit — миссис Флойд
- 1970 — Осколки грёз[англ.] / Pieces of Dreams — миссис Линд, мать главного героя
- 1970 — Норвуд[англ.] / Norwood — пассажирка в автобусе
- 1971 — Машина любви[англ.] / The Love Machine — Мэри
- 1974 — Наше время[англ.] / Our Time — миссис Маргарет Пендлтон
- 1975 — Макинтош и Ти Джей[англ.] / Mackintosh and T.J. — миссис Уэбстер
- 1976 — Семейный заговор / Family Plot — миссис Клэй
- 1978 — Умри, сестра, умри![англ.] / Die Sister, Die! — Аманда Прайс

### Телевидение
- 1948 — Телевизионный театр Philco[англ.] / The Philco Television Playhouse — Мэриан Бёрнетт (в эпизоде Parlor Story)
- 1958 — Приманка[англ.] / Decoy — Лили Флэглер (в эпизоде High Swing)
- 1962 — Стоуни Бёрк[англ.] / Stoney Burke — Рут Коулс (в эпизоде A Matter of Pride)
- 1962 — Одиннадцатый час[англ.] / The Eleventh Hour — Энн Тэбор (в 2 эпизодах)
- 1964 — Доктор Килдейр[англ.] / Dr. Kildare — мисс Тортон (в эпизоде A Day to Remember[англ.])
- 1964—1965 — Пейтон-Плейс / Peyton Place — Грейс Мортон (в 11 эпизодах)
- 1965 — Альфред Хичкок представляет / Alfred Hitchcock Presents — миссис Беннер (в эпизоде Thou Still Unravished Bride)
- 1965 — Профили мужества[англ.] / Profiles in Courage — миссис Эндрюс (в эпизоде Judge Benjamin Barr Lindsey)
- 1965 — Хейзел[англ.] / Hazel — Эдит Стоунем (в эпизоде Do Not Disturb Occupants)
- 1965 — Легенда о Джесси Джеймсе[англ.] / The Legend of Jesse James — Сара Тодд (в эпизоде One Too Many Mornings)
- 1966—1967 — Любовь на крыше[англ.] / Love on a Rooftop — Филлис Хэммонд (в 15 эпизодах)
- 1967 — Адвокат Джадд[англ.] / Judd, for the Defense — миссис Бакли (в эпизоде To Love and Stand Mute)
- 1969 — Айронсайд[англ.] / Ironside — мисс Брайан (в эпизоде Up, Down and Even)
- 1969 — Летающая монахиня / The Flying Nun — мать генерала (в эпизоде The New Habit)
- 1970 — Няня и профессор[англ.] / Nanny and the Professor — мисс Данбэр (в эпизоде Nanny Will Do)
- 1970 — Бонанза / Bonanza — Роберта (в 2 эпизодах[англ.])
- 1971 — Оуэн Маршалл, советник адвокатов[англ.] / Owen Marshall, Counselor at Law — Элеанор Хэмилтон (в эпизоде Make No Mistake)
- 1973 — Комната 222[англ.] / Room 222 — миссис Трэвис (в эпизоде Can Nun Be One Too Many?)
- 1975 — Досье детектива Рокфорда / The Rockford Files — Кейт Бэннинг (в эпизоде The Four Pound Brick)
- 1976 — ? / Switch — миссис Вуд (в эпизоде Round Up the Usual Suspects)
- 1976 — Семья / Family — судья Хэрмон (в эпизоде Coming Apart)
- 1976 — Баретта / Baretta — миссис Янгштейн (в эпизоде Dear Tony)
- 1977 — Братья Харди и Нэнси Дрю[англ.] / The Hardy Boys/Nancy Drew Mysteries — тётя Гертруда Харди (в 7 эпизодах)
- 1982 — Тихая пристань / Knots Landing — доктор МакКэри[7] (в 2 эпизодах[англ.])
- 1983 — Супруги Харт / Hart to Hart — доктор Джейн Барретт (в 2 эпизодах[англ.])
- 1985 — Семейные узы / Family Ties — Гертруда «Труди» Гаррис (в эпизоде Auntie Up)

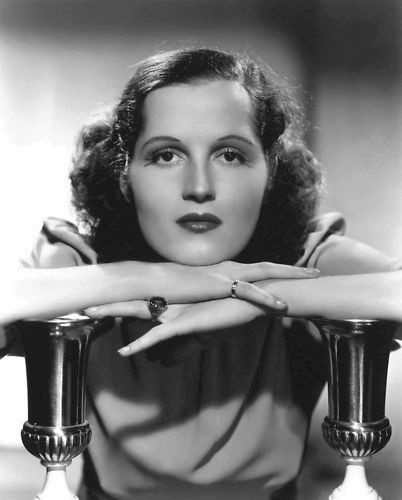
Ок. 1936 года
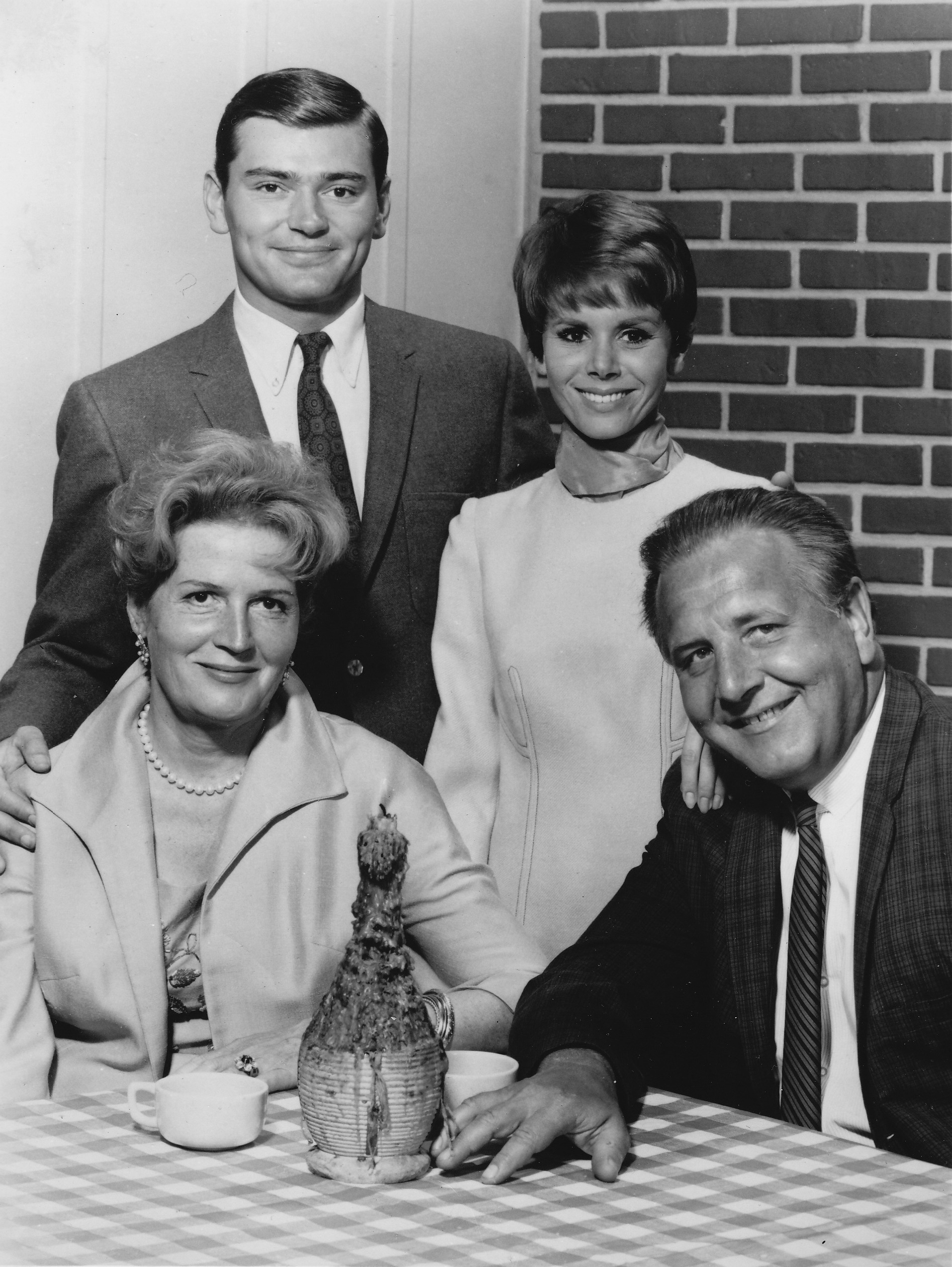
Основной состав сериала «Любовь на крыше[англ.]» (1966—1967). Слева направо — стоят: Пит Дуэл[англ.], Джуди Карне; сидят: Эдит Этуотер, Герб Воланд[англ.].